# Bakersfield (Missouri)
Bakersfield – wieś w Stanach Zjednoczonych, w stanie Missouri, w hrabstwie Ozark.